# Bayan des Merkits
Pour les articles homonymes, voir Bayan (homonymie).
Bayan des Merkits ou Bayan (chinois : 伯顔 ; pinyin : bóyán), décédé en 1340 est un khan mongol, issue de la maison aristocratique des Merkits, qui dirige brièvement la cour de la dynastie Yuan, dynastie [mongole qui règne sur la Chine, comme régent de Togoontomor, alors âgé de 13 ans, avant d'entrer en disgrâce et de mourir.